# 石仏駅 (京畿道)
石仏駅（ソクプルえき）は、大韓民国京畿道楊平郡にある韓国鉄道公社 (KORAIL)中央線の駅である。

## 駅構造
- 2面2線の相対式ホームを持つ地上駅。

### のりば
| 1 | 中央線 | ムグンファ号 | 楊東・原州方面   |
| 2 | 中央線 | ムグンファ号 | 楊平・清凉里方面 |

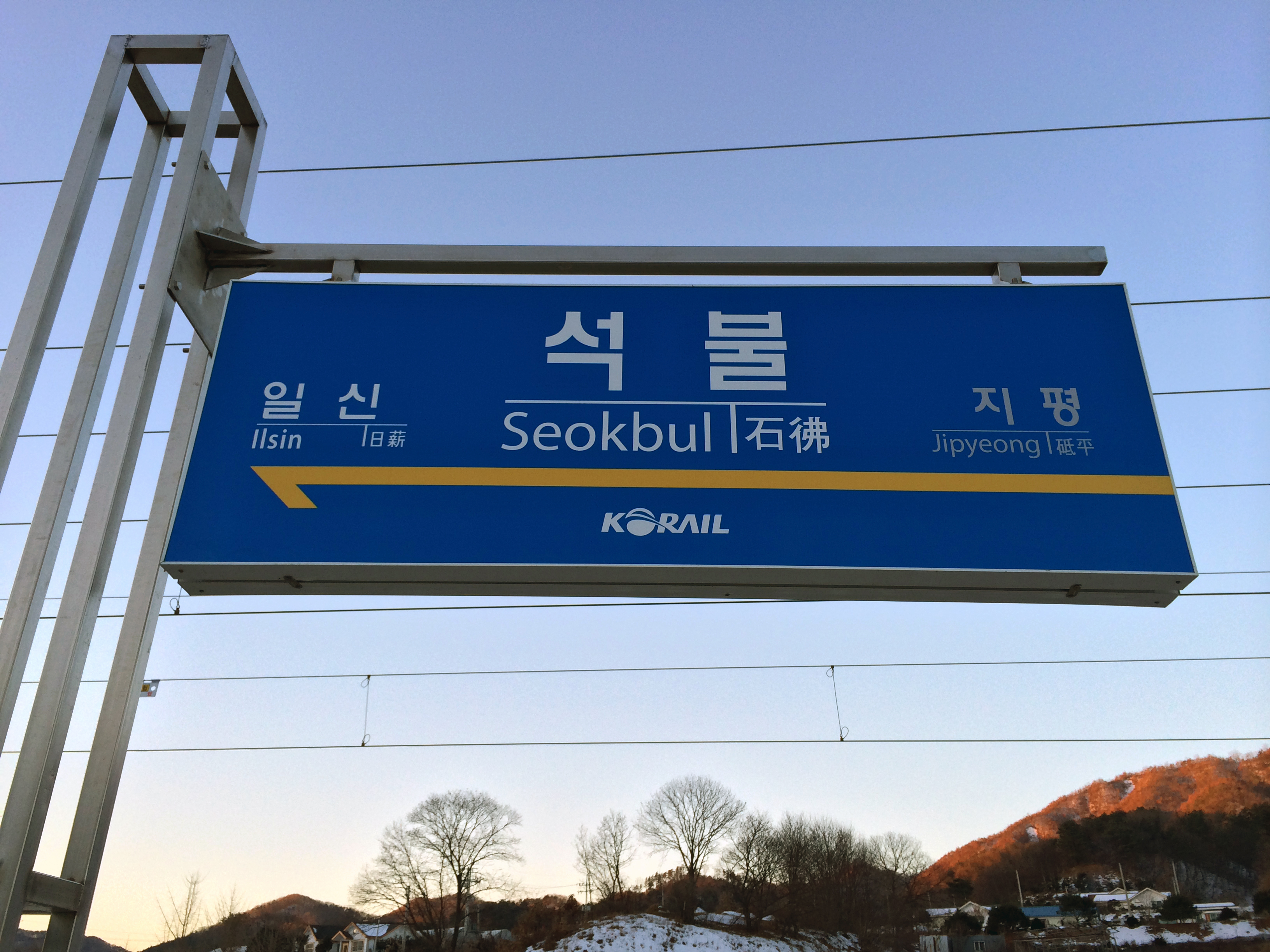
駅名標
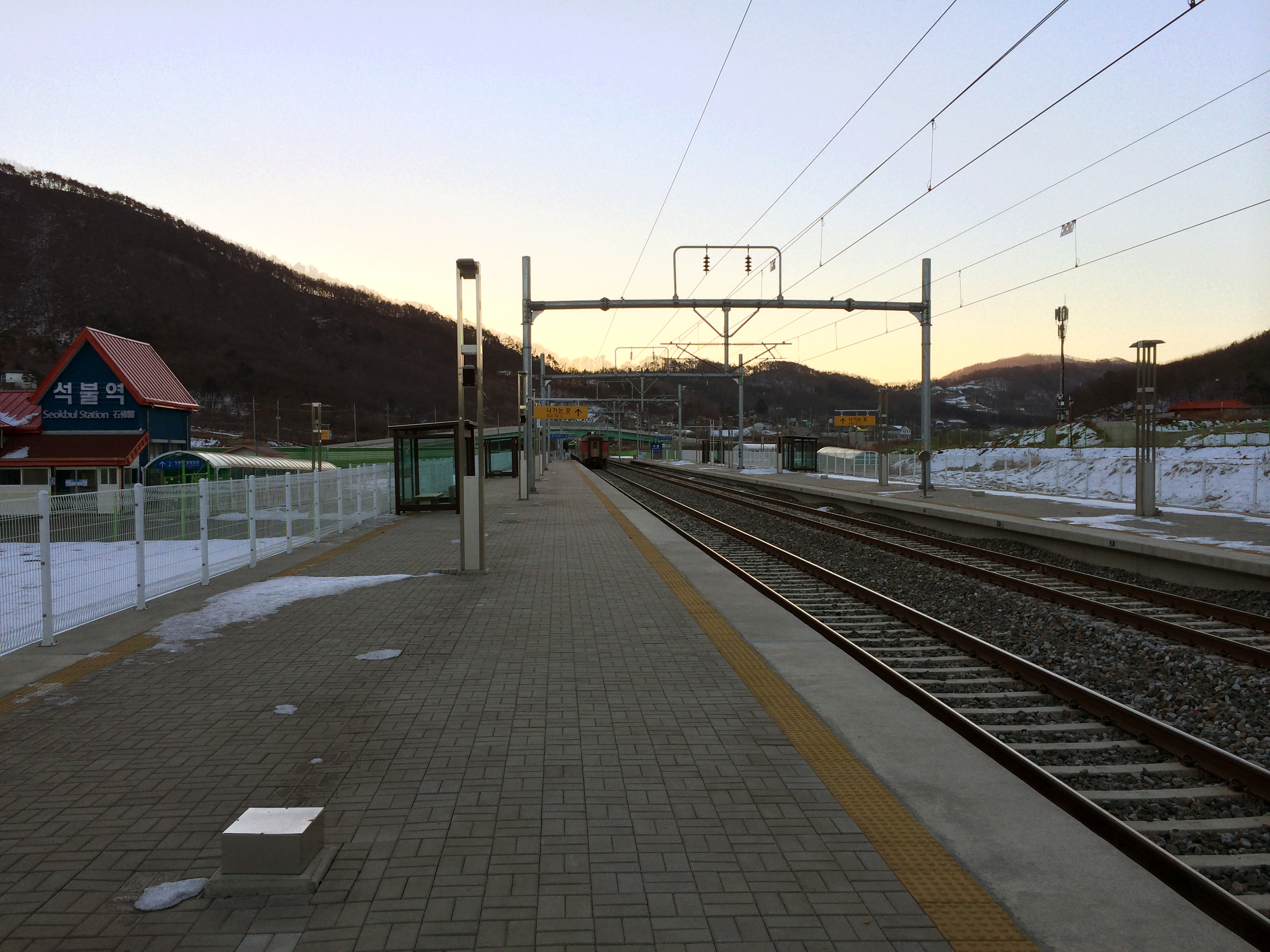
ホーム
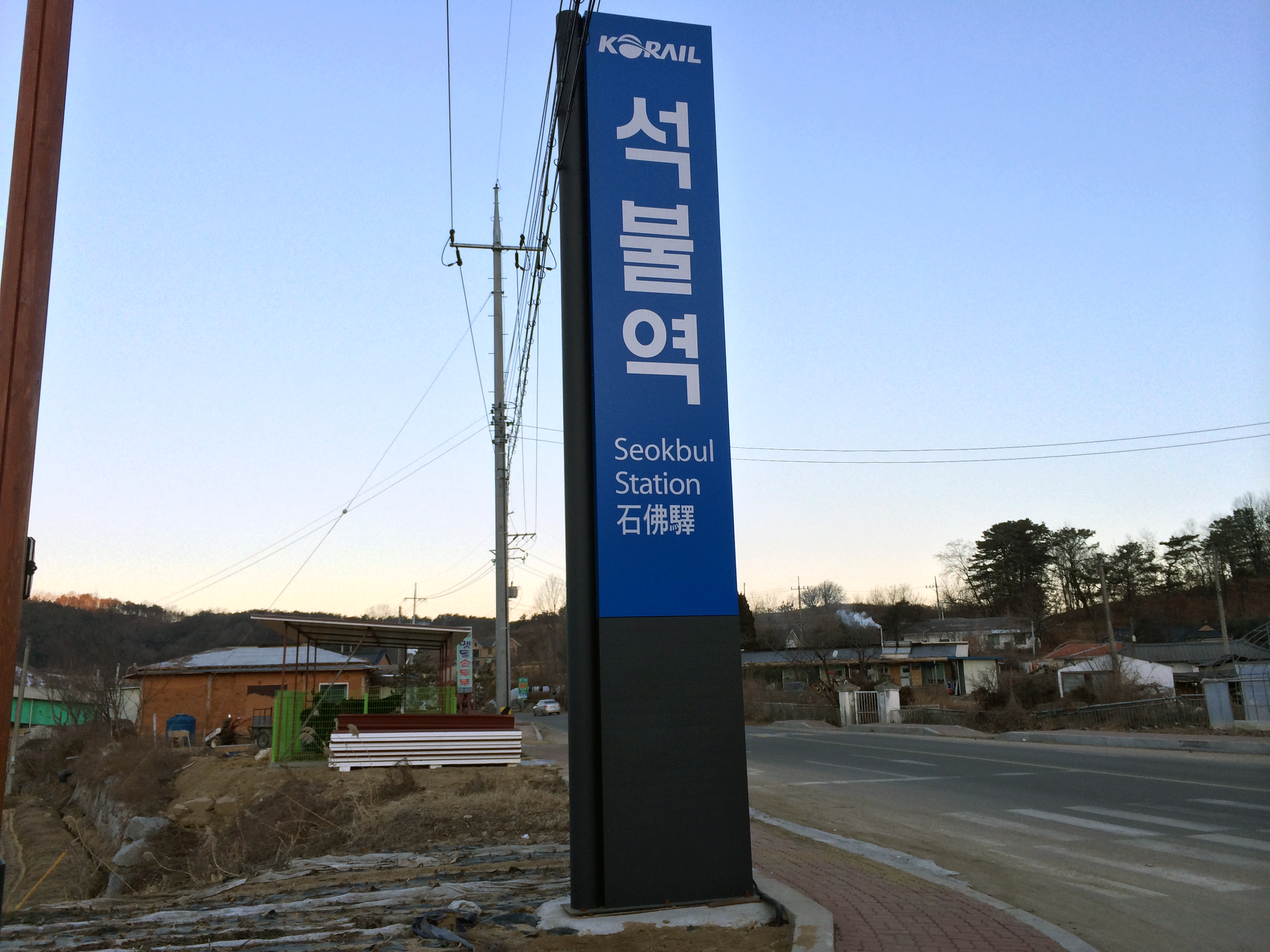
駅入口の看板

## 歴史
- 1967年11月15日：普通駅として営業開始。
- 2001年9月8日：信号場に降格。
- 2005年4月1日：無人の信号場になる。
- 2008年4月1日：無配置簡易駅に変更。
- 2011年10月5日：旅客扱いが休止。
- 2012年10月25日：龍門駅 - 西原州駅間での新線が開通し、駅を移設。ただし駅舎とホームが完成していない為、当駅は無停車通過。
- 2013年12月28日：旅客扱いが再開。

## 隣の駅
韓国鉄道公社
中央線
砥平駅 - 石仏駅 - 日新駅